# Pisma zbiorowe Józefa Piłsudskiego
Pisma zbiorowe Józefa Piłsudskiego – dziesięciotomowy zbiór pełnej, opublikowanej spuścizny piśmienniczej Józefa Piłsudskiego, wydany w latach 1937–1938 przez Instytut Józefa Piłsudskiego Poświęcony Badaniu Najnowszej Historii Polski.

## Historia
Pierwsze wydanie zebranych pism Piłsudskiego, pt. Pisma – Mowy – Rozkazy, ukazało się w latach 1930–1936.
Józef Piłsudski zmarł 12 maja 1935 roku.

## StrukturaPism zbiorowych
Wszystkie dokumenty opublikowane w powyższym wydawnictwie (wraz z dodatkowymi tomami) zostały zawarte również w Pismach zbiorowych. Ponadto uwzględniono prace nie ogłoszone przed 1937 rokiem w żadnym wydaniu książkowym. W Pismach zbiorowych nie znalazła się natomiast ta grupa listów Piłsudskiego, które publikowane były w tym czasie przez czasopismo „Niepodległość”, jako że były przeznaczone do specjalnego wydawnictwa. Listy te pochodziły z lat 1892–1904.
Struktura Pism jest chronologiczna. Odmiennie niż w pierwotnym zbiorze całość twórczości Piłsudskiego podzielono na 9 okresów, zawartych w poszczególnych tomach. Tom 10. zawiera: spis tytułów, skorowidz (indeks) rzeczowy, opracowany przez Henryka Wereszyckiego, skorowidz osób, skorowidz miejscowości oraz uzupełnienia i erratę (skorowidz nazwisk i miejscowości zamieszczony był w każdym tomie). Wewnątrz poszczególnych tomów granice czasowe zostały przesunięte, w niektórych zaś określone całkiem na nowo, co zostało szczegółowo opisane we wstępie do każdego tomu. W każdym tomie znajdowało się zdjęcie Józefa Piłsudskiego z opisywanego okresu, wydrukowane na papierze kredowym, ponadto Pisma zawierają fascimile podpisów, rękopisów, mapy i tabele.
Każdy tom Pism zbiorowych był redagowany przez jednego redaktora, który napisał wstęp do tomu, opracował przypisy, zapewnił kompletność materiału oraz wiarygodność tekstów:
- Leon Wasilewski opracował tom I i II,
- Wacław Lipiński (dyrektor Instytutu Józefa Piłsudskiego) – tom III i IV,
- Kazimierz Świtalski tomy V, VI, VIII i IX
- tom VII, zawierający Rok 1920, redaktora nie miał, ponieważ, podobnie jak i w „Pismach – Mowach – Rozkazach” ukazał się bez szczegółowego opracowania.

Sekretariat wydawnictwa prowadził Stanisław Giza. Sekretariat znajdował się przy Alejach Ujazdowskich 1 w Warszawie.

## Zawartość poszczególnych tomów
1. tom – zawierał Przedmowę Walerego Sławka, prezesa Instytutu, Od wydawców, autorstwa Wacława Lipińskiego, i Wstęp Leona Wasilewskiego. Najwcześniejszy/pierwszy dokument w tym tomie to Piłsudskiego Podanie o przyjęcie na Uniwersytet w Charkowie z 23 lipca 1885 roku (a więc nie zawiera pisemka „Gołąb Zułowski”, wydawanego w 1880 roku przez braci Bronisława i Józefa Piłsudskiego). Tom ten obejmuje okres do 21 lutego 1900 roku. Nie zawarto w nim urywków listów Piłsudskiego z tego okresu, ponieważ były wydawane w „Niepodległości”.
2. tom – obejmujący okres od 1901 roku do 1908 roku. Prawie połowę tego tomu zajmuje Walka rewolucyjna w zaborze rosyjskim (Bibuła)
3. tom – obejmuje okres od 1908 do połowy 1914 roku
4. tom – otwiera Piłsudskiego Przemówienie do złączonych w kompanię kadrową oddziałów związków i drużyn strzeleckich 3 sierpnia 1914 roku w «Oleandrach» w Krakowie, a zamykają większe wspomnienia Moje pierwsze boje pisane w czasie, gdy był osadzony w twierdzy w Magdeburgu (od lipca 1917 roku do początku listopada 1918 roku)
5. tom – to przemówienia, wywiady, rozkazy, listy z okresu od 10 listopada 1918 roku do 14 grudnia 1922 roku, gdy Piłsudski przekazał władzę Gabrielowi Narutowiczowi
6. tom – obejmuje okres od 14 grudnia 1914 roku do marca 1924 roku, gdy Piłsudski rozpoczął pracę nad książką Rok 1920
7. tom – ze wstępem Józefa Moszczeńskiego to dzieło Rok 1920, uzupełniony wspomnieniem Michaiła Tuchaczewskiego (w formie wykładów dla Akademii Wojskowej RKKA w Moskwie 7–10 lutego 1923 roku) pt. Pochód za Wisłę
8. tom – to okres od ukończenia pracy nad Rokiem 1920 w czerwcu 1924 roku do 12 maja 1926 roku (przewrót majowy)
9. tom – zawiera spuściznę od 12 maja 1926 roku do śmierci, 12 maja 1935 roku
10. tom – (wydany w 1938 roku) to wyżej wymienione skorowidze i uzupełnienia.

Pisma zbiorowe były dostępne w subskrypcji.

## Kolejne wydania
Reprint dziesięciu tomów przedwojennego wydania został opublikowany w 1989 przez Krajową Agencję Wydawniczą oraz w latach 2015-2016 przez Agencję Wydawniczą i Reklamową AKCES.